# La Biga y la Busca
La Biga  y La Busca eran los dos bloques políticos principales en que estaba dividida la burguesía barcelonesa durante el siglo XV. La Busca fomentó un modelo anárquico basado en el  acceso a los cargos públicos por la fuerza (método denominado "ad baculum" ) mientras que la Biga intentó gobernar conforme a las costumbres romanas.

## Historia
En Barcelona, la crisis económica en el ámbito mediterráneo, favoreció la adopción de medidas proteccionistas hacia 1425. Sin embargo, su aplicación requirió vencer la resistencia de la oligarquía urbana o ciutadans honrats (ciudadanos honrados).
Las protestas y motines se sucedieron durante algún tiempo, ante lo cual se adoptaron una serie de cambios y reformas. Los mercaderes y menestrales propusieron algunas medidas entre las que se incluían: la devaluación monetaria, la prohibición de la importación de productos, la mejora de la producción textil y los impuestos a los extranjeros. Los ciutadans honrats proponen medidas más limitadas como los trabajos públicos para atenuar el desempleo.
A partir de 1450 la intransigencia de este último grupo y su resistencia a las reformas provocaron una crisis política y la división en dos bloques políticos opuestos: la Biga y la Busca:
- la Biga ('la viga', por analogía a la pieza de madera que soporta un edificio o estructura), estaba integrada por la mayoría de ciutadans honrats y algunos mercaderes, importadores de telas de lujo. Este grupo social se considera, actúa y vive como un grupo nobiliario: poseían tierras, castillos y derechos señoriales y vivían de rentas. Además tenían el control del poder municipal y se oponían a los sectores vinculados con la economía productiva.
- la Busca ('la astilla'), en oposición a la Biga fue el partido de los mercaderes, artesanos que aspiraban a controlar el poder municipal para hacer cumplir los privilegios, libertades y costumbres otorgados al pueblo de Barcelona. Deseaban la devaluación monetaria y medidas proteccionistas.

Alfonso el magnánimo mantuvo ante estos dos grupos una postura ambigua, ya que tenía necesidades de financiación y aceptó dinero tanto de miembros de la Busca o buscaires como de miembros de la Biga o bigaires. Además este monarca pretendía, como los otros reyes del siglo XV, imponer su autoridad sobre las cortes catalanas y sobre la nobleza.
Tal como estaba organizado el sistema de elección de los cargos municipales, resultaba imposible el acceso a los mismos de los miembros de la Busca, a menos que mediase intervención del rey.
Bajo el reinado Alfonso el magnánimo, la monarquía como la Busca tenían coyunturalmente como enemigo común a la oligarquía urbana representada por la Biga. Esta oligarquía se oponía tanto a las pretensiones de preeminencia de la monarquía como a la política reformista de los buscaires. Esa situación llevó a una alianza coyuntural de la monarquía y la Busca y así, Alfonso el magnánimo, que se encontraba en Nápoles, encarga la resolución del conflicto entre las dos facciones a uno de sus lugartenientes generales, primero a la reina María y más tarde a Galcerán de Requesens. Los buscaires se agrupan en el Sindicat dels Tres Estaments ('Sindicato de los tres estamentos') en 1452, pero aún a pesar de que estaban bien organizados continuaban sin tener acceso al poder municipal.
El 30 de noviembre de 1453 el lugarteniente general Requesens suspendió las elecciones a consellers ('consejeros') y nombró una nueva conselleria formada por buscaires. Con este cambio de gobierno se lograron implantar medidas tradicionalmente reivindicadas por la Busca: medidas proteccionistas, devaluación de la moneda, saneamiento de la administración municipal y favorecimiento de los productos propios frente a los importados. Para dar cobertura legal a este gobierno, Alfonso, concedió un privilegio de regulación de la ciudad en 1455 que repartía de manera fija la composición de los órganos de gobierno municipal entre los diversos estamentos:
- Los jurados del Consejo de Ciento, que siempre serían 128, se repartían en cuatro grupos de 32, cada uno formado por miembros de un estamento (ciudadanos honrados, mercaderes, artistas y menestrals).
- En Trentari, formado por 32 miembros, se dividía en cuatro grupos de ocho, uno para cada estamento.
- El poder ejecutivo se distribuía así: el conseller en cap y el conseller segon eran ciudadanos honrados, el conseller tercer era mercader, el conseller quart era artista y el conseller cinquè era menestral.

El programa de cambios promovidos por la Busca no tuvo el éxito debido a la oposición feroz de la Biga y la preeminencia que se había dado en el reparto de cargos hacia consejeros de la Biga respecto a consejeros de la Busca. Y en 1462 estalló la guerra civil catalana (1462-1472) al final de la cual la Biga recuperó el poder. La capitulación de Pedralbes de 1472 no castigaba a los instigadores, con el fin declarado de lograr una paz perdurable.
Posteriormente Fernando II de Aragón reformará el Consejo de Ciento.
La oligarquía cargó contra los buscaires de la Biga por la decadencia de Barcelona y en 1497, un magnate de la ciudad escribía:

Hace 44 años, que, por soberbia y otros vicios, el pueblo se ha rebelado contra los prohombres de la ciudad, y los más ricos han tenido que huir. Desde entonces, el comercio ha emigrado a Valencia, de forma, que hoy Barcelona es casi una ciudad muerta si se la compara con lo que era antes.